# Passiflora chrysosepala
Passiflora chrysosepala är en passionsblomsväxtart som beskrevs av M. Schwerdtfeger. Passiflora chrysosepala ingår i släktet passionsblommor, och familjen passionsblomsväxter. Inga underarter finns listade i Catalogue of Life.